# 哈立德·胡尔希德
穆罕默德·哈立德·胡尔希德汗（1980年11月17日—，簡稱哈立德·胡尔希德），是一名巴爾蒂人出身的巴基斯坦律师和政治家，什葉派穆斯林。现任吉尔吉特-巴尔蒂斯坦首席部长，来自巴基斯坦正义运动党。自2020年11月25日以来，他一直是吉尔吉特巴尔的斯坦省議會的成员。